# 北口富紀子
北口 富紀子（きたぐち ふきこ）は、日本のテレビプロデューサー。フジテレビ営業局首都圏営業センターローカル営業部長。2024年6月30日までは編成制作局バラエティー制作センター企画担当部長。1998年入社。

## 担当番組

### 現在
特番
- 青春アカペラ甲子園 全国ハモネプリーグ（チーフプロデューサー）
- ただ今、コント中。（プロデューサー → 制作統括）
- 出川と爆問田中と岡村のスモール3（制作統括）
- 有吉弘行の脱法TV（制作統括）

### 過去
- BACK-UP!（AP）
- 明石家ウケんねん物語（AP）
- おそく起きた朝は…（AP）
- 森田一義アワー 笑っていいとも!（AP → 制作プロデューサー）
  - 笑っていいとも!特大号（AP → プロデューサー）
- 水10!
  - ハッピーボーイズ!（AP）
  - ココリコミラクルタイプ（AP）
- ハッピーボーイズアワー爆笑おすピー問題!（AP）
- 退屈貴族（AP）
- 爆笑問題の楽しい地球（AP）
- 登龍門F お笑い登龍門（AP）
- タモリのジャポニカロゴス（AP）
- タモリのヒストリーX（AP）
- 中居正広の(生)スーパードラマフェスティバル（プロデューサー）
- FNSの日
  - FNS27時間テレビ みんな なまか だっ! ウッキー!ハッピー!西遊記!（AP）
  - FNSの日26時間テレビ2010 超笑顔パレード 絆 爆笑!お台場合宿!!（コーナープロデューサー）
  - FNS27時間テレビ めちゃ²デジッてるッ! 笑顔になれなきゃテレビじゃないじゃ〜ん!!（コーナープロデューサー）
  - FNS27時間テレビフェスティバル!（コーナープロデューサー）
  - FNS27時間テレビ 鬼笑い祭（制作）
- ジャンプ!○○中（プロデューサー）
- 〜ジョーデキ!POP COMPANY〜POP屋（プロデューサー）
- フジ最強コント夢競演みんなでコント会議（プロデューサー）
- なりすまし悪魔（プロデューサー）
- ピカルの定理（プロデューサー）
- サタデー・ナイト・ライブ JPN（プロデューサー）
- ネプリーグ（プロデューサー → チーフプロデューサー → 制作統括）
- バイキング（プロデューサー）
- 新しい波24（プロデューサー）
- AI-TV（プロデューサー）
- 梅沢富美男のズバッと聞きます!（プロデューサー → チーフプロデューサー）
- 7G〜SEVENTH GENERATION〜（チーフプロデューサー）
- 富美沢梅男の逆!逆!（チーフプロデューサー）
- ENGEIグランドスラム（チーフプロデューサー → 制作統括）
- THE MANZAI マスターズ（チーフプロデューサー → 制作統括）
- 新春!爆笑ヒットパレード（チーフプロデューサー → 制作統括）
- ここにタイトルを入力（チーフプロデューサー）
- FNSラフ&ミュージック〜歌と笑いの祭典〜（プロデューサー）
  - FNSラフ&ミュージック2022〜歌と笑いの祭典〜（プロデューサー）
- 爆さまネプナイン（チーフプロデューサー）
- ガチャガチャの言う通り!!〜丸投げナインティナイン〜（チーフプロデューサー）
- JO1CX-TV（制作統括）
- ツギクル芸人グランプリ（制作統括）
- あえいうえおあお（制作統括）
- アウト×デラックス（制作統括）
- ぽかぽか（制作統括）
- 林修のニッポンドリル（企画統括）
- ケーキのかわり（制作統括）